# Olavius amplectens
Olavius amplectens is een ringworm uit de familie van de Naididae. De wetenschappelijke naam van de soort is voor het eerst geldig gepubliceerd in 2007 door Erséus & Bergfeldt.